# Arcanum Divinae
Arcanum Divinae — энциклика, выпущенная 10 февраля 1880 года Папой Львом XIII и посвященная христианскому браку. Данная работа считается предшественницей Casti connubii 1930 г. Папы Пия XI и Humanae vitae 1968 г. Папы Павла VI. Arcanum описывает позицию Церкви относительно брака в конце XIX века и рассматривает те действия, которые ослабляют брачный союз, например, полигамию и развод. Энциклика также утверждает, что церковь защищает брак, но не вмешивается в супружеские отношения.

## Краткое изложение
Лев начинает Arcanum с истории брака, приведенной в Ветхом Завете, когда Бог создал мужчину и женщину:
«Мы записываем то, что всем известно и не подлежит сомнению; Бог на шестой день творения создал человека из праха земного и вдохнул в него дыхание жизни, и стал тот твореньем живым; и дал Господь ему помощника, которого Он чудесным образом сотворил из ребра Адама, когда тот был недвижим от глубокого сна».
По словам Льва, с годами институт брака был испорчен еврейским народом. Полигамия и развод стали распространенной практикой, и мужчинам разрешалось нарушать свои клятвы, вступая в сексуальные отношения вне брака. Кроме того, родителям разрешалось покупать и продавать девочек на выданье, а также заключать и расторгать браки своих детей.

### О превосходстве брака
Все эти обычаи были осуждены Христом, который вознаградил брак достоинством причастия, утверждает Лев.
- «По повелению Христа он не только заботится о размножении человеческого рода, но и о рождении детей Церкви…»[5]
- «Список тех, кто пытался нарушить таинство брака, был длинным, начиная с коринфянина-кровосмесителя, осужденного властью блаженного Павла»[6].

Это продолжалось и в XIX веке — в работе говорится, что «сим грешны в наше время мормоны, сенсимонисты, фаланстериане и коммунисты».
Практически с самого начала Церковь была в разногласиях с государством относительно святости брака. Гражданский институт брака не может заменить таинство, как думали многие современники Льва. Передача брака государству как ещё одному гражданскому договорному институту была частью продолжающегося светского движения масонов и социалистов — современников Льва. «… в христианском браке союз неотделим от святости, и по этой причине он не может быть истинным и законным, если он также не является священным таинством».
Отношение к браку как очередном договорному феномену открыло двери безусловному разрешению на развод. По мнению модернистов, христианству было необходимо «ввести более гуманный кодекс, санкционирующий расторжение брака».

### О вреде разводов
По словам Льва, развод может принести следующий вред:
- брачные союзы становятся неустойчивыми, ослабляется взаимная доброта;
- предоставляются прискорбные побуждения к измене;
- наносится вред воспитанию и обучению детей;
- предоставляется повод для разрушения домашних хозяйств;
- распространяются семена раздора между семьями;
- достоинство женщины умаляется и представляется ничтожным, и женщины рискуют оказаться брошенными после того, как они послужили мужским удовольствиям.

… Говорят, что древние римляне отпрянули в ужасе от первого случая развода.
Из-за прямой связи брака с жизненными обстоятельствами, он был тем, «относительно чего государство справедливо проводит тщательное расследование и издает указы». Несмотря на заинтересованность государства в браке, данный феномен имел крепкий духовный компонент, и многим из предшественников Льва пришлось противостоять князьям и императорам своего времени, пытавшимся ослабить узы брака, например:
- Папа Николай I издавал указы против короля Лотаря II, когда тот бросил свою жену и собирался жениться на любовнице;
- Папы Урбан II и Пасхалий II выступали за отречение Филиппа I Французского от церкви по причине ссылки им законной жены в монастырь («выяснилось», что супруги находились в слишком близком для брака родстве) и похищении любовницы из её законного дома;
- Целестин III наложил интердикт в отношении Альфонса IX за близкородственный брак, а Папа Иннокентий III отказался дать развод Филиппу II Французскому в отсутствие «достойных» причин;
- Климент VII отказался признать первый брак британского короля Генриха VIII незаконным, что привело к разрыву с Ватиканом и образованию Англиканской церкви (отлучение от церкви при этом произвел Павел III);
- и, наконец, Пий VII, «этот святой и мужественный понтифик, вышедший против Наполеона I, когда тот был на пике своего процветания и в полноте своей власти»[12].

### О смешанных браках
Хотя позже Папы приняли условия для смешанных браков, в XIX веке подобные союзы, по мнению Льва, считались частью продолжающейся рационалистической атаки на таинство:
Также следует позаботиться о том, чтобы было нелегко вступить в брак с некатоликами; поскольку, когда умы не сходятся во мнениях относительно религиозных обрядов, едва ли можно надеяться на согласие в других вопросах. … они дают повод для запрещенных объединений и общения в религиозных вопросах; могу подвергнуть опасности веру союзника-католика; в самой сути своей являются препятствием для верного образования детей; и часто приводят к смешению истины и лжи и к вере в то, что все религии одинаково хороши.

### Краткое изложение Arcanum из Католической энциклопедии
Arcanum учила тому, что, поскольку семейная жизнь является зародышем общества, а брак — основой семейной жизни, здоровое состояние гражданского общества не меньше, чем религиозного общества, зависит от нерушимости брачного союза. Основной тезис данной энциклики звучит следующим образом: миссия Христа заключалась во включении человека в Высший порядок. Это должно принести пользу человеку также в порядке земном, естественном; сначала индивидууму, а затем, как следствие, человеческому обществу. Изложив этот принцип, энциклика становится орудием продвижения христианского брака, возводящего семью в статус объекта святости как ячейки общества. Брачный союз, установленный Богом, изначально имел два свойства: единство и нерасторжимость. Из-за человеческой слабости и своенравия он со временем был испорчен; многоженство разрушило его единство и подорвало его нерасторжимость. Христос восстановил первоначальную идею человеческого брака и, чтобы закрепить его священный статус, вознаградил брак достоинством причастия. За мужем и женой закреплены взаимные права и обязанности. Были также подтверждены взаимные права и обязанности между родителями и детьми: первым — право управлять и обязанность обучать; для последних — право на родительскую заботу и долг почтения. Христос учредил церковь, чтобы продолжать свою миссию перед людьми. Церковь, верная своему поручению, всегда утверждала единство и нерасторжимость брака, относительные права и обязанности мужа, жены и детей; она также утверждала, что, поскольку земной брачный союз объявлен священным, и двое отныне являются одним целым, так что между христианами не может быть никакого другого брачного союза. Следовательно, признавая право гражданской власти регулировать гражданские вопросы и их последствия в сфере брака, церковь всегда претендовала на исключительную власть над брачным союзом и его основными положениями, поскольку он оставался таинством. Энциклика показывает в свете истории, что на протяжении веков церковь осуществляла эту власть, а гражданская власть её признавала. Но человеческая слабость и своенравие начали сбрасывать узду христианской дисциплины; земная власть начала отрицать власть церкви над брачными узами; и рационализм стремился поддержать их, установив принцип, согласно которому брачный союз вообще не является таинством, или, по крайней мере, земной союз и таинство — разные вещи. Отсюда возникла идея о расторжении брака и развода, заменяющих единство и нерасторжимость брачных уз. Энциклика указывает на последствия данного отступления в форме упадка семейной жизни и общества в целом. Как следствие, текст указывает на то, что церковь, утверждая свою власть над брачным союзом, показала себя не врагом, а лучшим другом гражданской власти и стражем гражданского общества. В заключение энциклика поручает всем епископам выступать против гражданского брака и предостерегает верующих от опасностей смешанных браков.

## Более поздние энциклики Льва XIII о брачном вопросе
В двух более поздних энцикликах Лев выразил недовольство принятием закона, признающего гражданский брак в Перу и в Эквадоре. Лев возражал против этих законов, потому что они исключили Церковь из брачного союза и, следовательно, из учений Самого Христа и из церковного закона. Как он заявил в «Arcanum», Лев видел роль государства в институте брака, но основа брака должна лежать в контексте таинства, который может создать только Церковь:
Суть союза может быть в некотором смысле отделена от природы таинства. Это означает, что хотя гражданская власть полностью сохраняет за собой право регулировать так называемые гражданские последствия, сам брак подчиняется власти церкви.